# 阿尔维德·特恩
阿尔维德·特恩（瑞典語：Arvid Thörn，1911年2月13日—1986年12月2日），瑞典男子足球运动员，司职前锋，1930年完成国家队首秀。他曾代表瑞典国家队参加1934年国际足联世界杯，结果队伍获得第八名。